# Mertensophryne
Genre
Synonymes
- Stephopaedes Channing, 1979

Mertensophryne est un genre d'amphibiens de la famille des Bufonidae.

## Répartition
Les 14 espèces de ce genre se rencontrent dans le sud-est de l'Afrique.

## Liste des espèces
Selon Amphibian Species of the World (16 avril 2013) :
- Mertensophryne anotis (Boulenger, 1907)
- Mertensophryne howelli (Poynton & Clarke, 1999)
- Mertensophryne lindneri (Mertens, 1955)
- Mertensophryne lonnbergi (Andersson, 1911)
- Mertensophryne loveridgei (Poynton, 1991)
- Mertensophryne melanopleura (Schmidt & Inger, 1959)
- Mertensophryne micranotis (Loveridge, 1925)
- Mertensophryne mocquardi (Angel, 1924)
- Mertensophryne nairobiensis (Loveridge, 1932)
- Mertensophryne nyikae (Loveridge, 1953)
- Mertensophryne schmidti Grandison, 1972
- Mertensophryne taitana (Peters, 1878)
- Mertensophryne usambarae (Poynton & Clarke, 1999)
- Mertensophryne uzunguensis (Loveridge, 1932)

## Étymologie
Le nom de ce genre est formé à partir de Mertens, en l'honneur de Robert Friedrich Wilhelm Mertens, et du mot grec phrynos, le crapaud.

## Publication originale
- Tihen, 1960 : Two New Genera of African Bufonids, with Remarks on the Phylogeny of Related Genera. Copeia, vol. 1960, no 3, p. 225-233.